# Ауыл (партия)

Старый логотип Казахстанской социал-демократической партии «Ауыл» до объединения с Партией патриотов Казахстана

«Ауыл» партиясы» (каз. ««Ауыл» партиясы; каз. ауыл — село) Партия села — политическая партия, функционирующая в Казахстане. 
Партия зарегистрирована 1 марта 2002 года, 2 апреля 2003 года прошла перерегистрацию. 
Председателем партии является депутат Мажилиса Парламента Республики Казахстан Председатель Комитета по аграрным вопросам Мажилиса Парламента Республики Казахстана Егизбаев Серик Рахметуллаулы

## История
На выборах в Мажилис в 2007 году партия получила 1,51 % голосов и не прошла в Парламент.
После объявления о проведении президентских выборов 2011 года руководитель аппарата партии Жанибек Нагиметов сообщил, что Казахстанская социал-демократическая партия «Ауыл» выдвинет своего кандидата, однако впоследствии партия не участвовала в этих выборах.
2 декабря 2011 года в Астане состоялся VIII внеочередной съезд Казахстанской социал-демократической партии «Ауыл», в котором приняли участие более 120 делегатов. В партийный список в качестве кандидатов в депутаты мажилиса парламента на выборы 2012 года вошли 23 человека — деятели культуры, академики, учёные, главы фермерских хозяйств. Согласно утверждённой платформе партии основными задачами были поставлены «продовольственная корзина сельских жителей и обеспечение чистой питьевой водой наряду с развитием сельской инфраструктуры (строительство и ремонт жилья, школ, больниц, дорог)». 10 декабря ЦИК зарегистрировала список партии, включающий 18 человек. 17 января 2012 года Центральная избирательная комиссия Казахстана огласила окончательные итоги выборов депутатов нижней палаты парламента, избираемых по партийным спискам: Казахстанская социал-демократическая партия «Ауыл» набрала 1,19 % и не прошла в парламент. В заявлении, подписанном председателем партии «Ауыл» Гани Калиевым, было отмечено, что выборы прошли без неожиданностей — «все знали, что партия власти «Нур Отан», возглавляемая Лидером нации Н. А. Назарбаевым победит».
26 августа 2015 на X внеочередном съезде КСДП «Ауыл» Гани Калиев сложил с себя полномочия председателя, новым председателем партии был избран Али Бектаев.
5 сентября 2015 на XI внеочередном съезде КСДП «Ауыл» было принято решение об объединении Казахстанской социал-демократической партии «Ауыл» с Партией патриотов Казахстана.
Весной 2016 года партия не смогла пройти в парламент. Тем не менее, партия признала, что выборы прошли в равной конкурентной борьбе, все политические партии имели равные возможности для проведения агитационной кампании.
В июне 2019 года партия Ауыл вместе с другими членами Общенациональной коалиции демократических сил высоко оценила открытый и конкурентный характер состоявшихся демократических выборов президента РК.

## Идеология
Своими целями партия декларирует усиление государственного регулирования и поддержку аграрного сектора, разработку государственной программы «Инфраструктура села», направленной на комплексное развитие сельских территорий; защиту интересов тружеников села; активное содействие претворению в жизнь экономических и политических реформ, направленных на дальнейшую демократизацию общества; осуществление обоснованных форм рыночных отношений во всех отраслях экономики; повышение жизненного уровня граждан.

## Структура
Организационная структура партии строится по территориальному принципу. Филиалы и представительства партии не имеют прав юридических лиц, действуют на основе Положения, утверждённого Президиумом Политсовета партии, и руководствуются в своей деятельности Уставом и Программой партии, иными решениями её руководящих органов.
Высшим руководящим органом партии является Съезд (конференция). Высшим руководящим органом филиала или представительства Партии является конференция (общее собрание) филиала или представительства партии. Руководящими органами являются Политсовет партии (между съездами), собрание первичной партийной организации.
Председатель партии между Съездами (конференциями) осуществляет общее руководство деятельностью партии, принимает меры по укреплению партийной дисциплины и совершенствованию кадровой политики, обеспечению роста авторитета и влияния партии в обществе, руководит и направляет работу Политсовета партии и его Президиума, председательствует на их заседаниях. С учетом целей, задач и интересов партии Председатель взаимодействует и контактирует с руководителями государственных органов, политических партий и общественных объединений.
Высшим органом Партии, осуществляющим контрольно-ревизионные функции за финансовой и хозяйственной деятельностью партийных организаций, формированием и исполнением партийного бюджета, распоряжением и использованием партийной собственности, является Центральная контрольно-ревизионная комиссия. В региональных и территориальных партийных организациях создаются соответствующие контрольно-ревизионные комиссии.

## Участие в выборах

### Парламентские выборы
| Выборы | Кол-во голосов | %     | Мест    | +/– |
| ------ | -------------- | ----- | ------- | --- |
| 2007   | 89 855         | 1,51  | 0 из 98 | ▬   |
| 2012   | 82 623         | 1,19  | 0 из 98 | ▬   |
| 2016   | 151 285        | 2,01  | 0 из 98 | ▬   |
| 2021   | 383 023        | 5,29  | 0 из 98 | ▬   |
| 2023   | 693 938        | 10,90 | 8 из 98 | ▲8  |

### Президентские выборы
| Выборы | Кол-во голосов | %    | Место | Кандидат партии     |
| ------ | -------------- | ---- | ----- | ------------------- |
| 2019   | 280 451        | 3,04 | 4/7   | Толеутай Рахимбеков |
| 2022   | 271 641        | 3,42 | 2/6   | Жигули Дайрабаев    |